# Elias Veiel
Pour les articles homonymes, voir Veiel.
Elias Veiel (né le 20 juillet 1635 à Ulm, mort le 23 février 1706 dans la même ville) est un théologien protestant allemand.

## Biographie
Veiel étudie en 1655 à l'université de Strasbourg où il a le magistère en 1657. Il étudie ensuite la théologie protestante dans les universités de Heidelberg, Leipzig (inscrit au semestre d'été 1661), Wittenberg et Iéna (inscrit au semestre d'été 1662). En 1662, il devient prédicateur à l'église principale d'Ulm et, en 1663, professeur de théologie au gymnasium. À la demande du conseil d'Ulm, il acquiert en 1664 à Strasbourg le titre de docteur, promu en 1671 au poste de directeur du lycée et succède en 1678 en tant que surintendant à la tutelle du pastorat d'Ulm. Il le reste jusqu'à sa mort et rejette notamment l'appel de 1686 à succéder à Abraham Calov à l'université de Wittenberg.
Du mariage de Veiel avec Anna Maria Zämann, fille du médecin Jakob Zämann à Ulm, naissent cinq fils et une fille, dont Elias Jakob Veiel (1673-1743), qui devient son successeur comme ministre de la cathédrale.
Veiel publie un certain nombre d'écrits exégétiques, historico-théologiques et dogmatiques, principalement en latin, mais aussi des volumes de sermons et une description de la foi protestante, tirés des écrits de Martin Luther. Bien qu'il soit un ami de Philipp Jacob Spener depuis son enfance et qu'il correspond régulièrement avec lui pendant plus de trois décennies, il se montre critique à l'égard du piétisme. En 1701 et 1702, il publie deux livres contre Gottfried Arnold.

## Œuvres (sélection)
- Sylloge controversiarum quarundam papisticarum, Ulm, 1664 (Lire en ligne).
- Exercitatio historico-theologica de Ecclesia Græcanica hodierna, Strasbourg, 1666.
- Dogmatis pontificii de transsubstantiatione examen, Ulm, 1668. (Lire en ligne).
- Consideratio Anabaptismi monachalis à L. Allatio monachis graecis imputati, Ulm, 1670 (Lire en ligne).
- Kurtze und Einfältige Underweisung welcher Gestalten die Evangelische Wahrheit nach Anleitung unsers Christlichen Catechismi wider die Päbstische Falschheit bescheidenlich möge vertheidiget werden, Ulm, 1670 (Lire en ligne).
- De reliquiis Pelagianismi in papismo latitantibus, Ulm, 1672 (Lire en ligne).
- Gründlicher [oder Schrifftmässiger] Unterricht was gestalten ein frommer Evangelischer Christ sich durch alle und jede Artickel und Puncten Christlicher Religion und Lehre zu heilsamer Erkäntnis Gottes ... bereiten könne, Gotha, 1675 (Lire en ligne).
- Violetum Davidico-Augustinianum amavissimis atque fragrantissimis, exquisitatrum explanationum, piarum meditationum, nec non dulcissimarum consolationum flosculis, ex enarrationibus S. Augustini in Psalmos decerptis, Ulm, 1679.
- Historia et necessitas reformationis evangelicae, per B. Lutherum feliciter institutae, Ulm, 1692 (Lire en ligne).
- Romano-catholicus dubitantius in disputatione de conceptione B. V. M. per D. P. F. Petrum de Alva et Astorga, Francfort, 1697.
- Dissertatio isagogica in selecta historiae ecclesiasticae capita, sive in dissertationes historicas, chronologicas, criticas, Ulm, 1699.
- Augenscheinliche Erweisung, daß der vermessene Ketzer-Patron Gottfried Arnold das Valentinianische Ketzer-Fragmentum Theodoti weder verständlich noch treulich übersetzet, Ulm, 1701.